# Alberto Cevenini
Alberto Cevenini (Roma, 1941 – Roma, 16 agosto 1975) è stato un attore italiano.

## Biografia
Nipote della cantante lirica Elisabetta Barbato, Alberto Cevenini si diplomò al Centro sperimentale di cinematografia di Roma e iniziò l'attività di attore teatrale e di fotoromanzi. Nel 1959 lavorò con Tina Pica nella farsa Giacomino e la suocera, della stessa Pica, in cui interpretò Luigino, il fidanzato di Carmelina, che venne trasmessa in televisione il 24 ottobre. Debuttò sul grande schermo nel 1961 nel film La rivolta dei mercenari di Piero Costa. Tornò in televisione nel 1963 recitando in Marilù, commedia di Giana Anguissola in cui interpretò Antonio Centanari. 
Fino al 1967 partecipò ad alcuni film soprattutto dei generi storico, spaghetti western e di spionaggio. Tra le pellicole a cui prese parte citiamo Le gladiatrici (1963) di Antonio Leonviola dove interpretò la parte di Siros, Ercole contro Roma (1964) di Piero Pierotti dove interpretò il ruolo di Dario, e Le notti della violenza di Roberto Mauri, dove interpretò il ruolo di un attore di successo. Nel 1965 fu nel cast del film Giulietta degli spiriti di Federico Fellini; l'anno successivo recitò nello sceneggiato televisivo Vita di Michelangelo di Giorgio Prosperi, trasmesso dal Secondo Canale. Morì nel 1975.

## Filmografia
- La rivolta dei mercenari, regia di Piero Costa (1961)
- Le gladiatrici, regia di Antonio Leonviola (1963)
- Il duca nero, regia di Pino Mercanti (1963)
- Taur, il re della forza bruta, regia di Antonio Leonviola (1963)
- Minnesota Clay, regia di Sergio Corbucci (1964)
- La strada per Fort Alamo, regia di Mario Bava (1964)
- Ercole contro Roma, regia di Piero Pierotti (1964)
- Il figlio di Cleopatra, regia di Ferdinando Baldi (1964)
- Ercole l'invincibile, regia di Alvaro Mancori (1964)
- I tre centurioni, regia di Roberto Mauri (1964)
- Giulietta degli spiriti, regia di Federico Fellini (1965)
- Il delitto di Anna Sandoval, regia di José Antonio Nieves Conde (1965)
- Agente S3S: operazione Uranio, regia di Alberto Cardone (1965)
- Le notti della violenza, regia di Roberto Mauri (1965)
- Io, io, io... e gli altri, regia di Alessandro Blasetti (1966)
- Ischia operazione amore, regia di Vittorio Sala (1966)
- Surcouf, l'eroe dei sette mari, regia di Sergio Bergonzelli e Roy Rowland (1966)
- Per pochi dollari ancora, regia di Giorgio Ferroni (1966)
- 7 donne per i MacGregor, regia di Franco Giraldi (1967)